# In Her Shoes - Se fossi lei
(Tagline del film)
In Her Shoes - Se fossi lei (In Her Shoes) è un film di Curtis Hanson del 2005. Basato sul romanzo omonimo del 2002 di Jennifer Weiner.

## Trama
Maggie e Rose sono due sorelle con due caratteri profondamente differenti. Maggie è allegra, incosciente, immatura, mentre Rose è l'esatto opposto. L'unica passione che le accomuna sono le scarpe (delle quali portano la stessa misura) ed il profondo affetto che le unisce. Figlie di un uomo risposato, con la madre morta anni prima in un misterioso incidente automobilistico, le due sorelle si ritrovano a casa di Rose dopo che la matrigna ha allontanato Maggie da casa per gli eccessi che la contraddistinguono. Rose, avvocato di successo, vive con difficoltà le storie d'amore; una sera, rientrata a casa in anticipo, scopre la sorella a letto col proprio uomo. L'allontanamento fisico ed affettivo è immediato.
Si sviluppano due storie parallele; quella di Rose, che scopre l'amore in un collega di lavoro, che si libera delle sue oppressioni abbandonando la carriera forense, dedicandosi alla cura dei cani, e quella di Maggie che si trasferisce dalla nonna, creduta morta ed invece allontanata dal genero per forti contrasti sulle scelte di vita della loro famiglia. Il dolore per la scomparsa della sorella porta Rose a chiudersi in sé stessa, ad allontanarsi da ogni affetto, compreso il futuro marito.
Sarà la nonna, scoperto l'indirizzo della nipote maggiore, a riavvicinare le due, che si scopriranno finalmente unite, con Maggie cresciuta grazie ad un lungo periodo impegnato ad aiutare gli anziani ospitati nel centro dove anche la nonna vive la sua vecchiaia che le ha anche permesso di sconfiggere la sua dislessia, una delle cause del suo atteggiamento, e imparare ad apprezzare la poesia. Appianate le divergenze, Maggie si preoccuperà di riavvicinare la sorella con l'amato e futuro marito, che accortosi dell'importanza di Rose nella sua vita, tornerà sui suoi passi concludendo la storia con un felice matrimonio.

## Distribuzione
Il film fu distribuito nelle sale cinematografiche statunitensi a partire dal 7 ottobre 2005. In Italia invece uscì l'11 novembre 2005.

## Riconoscimenti
- 2006 – Golden Globe[3]
  - Candidatura Migliore attrice non protagonista a Shirley MacLaine